# Qaf (sourate)
Qaf  (arabe : سُورَةُ ق, français : La Lettre Qaf) est le nom traditionnellement donné à la 50e sourate du Coran, le livre sacré de l'islam. Elle comporte 45 versets. Rédigée en arabe comme l'ensemble de l'œuvre religieuse, elle fut proclamée, selon la tradition musulmane, durant la période mecquoise.

## Origine du nom
Bien que le titre ne fasse pas directement partie du texte coranique, la tradition musulmane a donné comme nom à cette sourate La Lettre Qaf, en référence au contenu du premier verset : « 1. Qaf. Par le Coran glorieux ! ».
Le titre provient du premier verset mais d’autres noms sont connus en lien avec le dixième verset.

## Historique
Il n'existe à ce jour pas de sources ou documents historiques permettant de s'assurer de l'ordre chronologique des sourates du Coran. Néanmoins selon une chronologie musulmane attribuée à Ǧaʿfar al-Ṣādiq (VIIIe siècle) et largement diffusée en 1924 sous l’autorité d’al-Azhar,, cette sourate occupe la 34e place. Elle aurait été proclamée pendant la période mecquoise, c'est-à-dire schématiquement durant la première partie de l'histoire de Mahomet avant de quitter La Mecque. Contestée dès le XIXe par des recherches universitaires, cette chronologie a été revue par Nöldeke,, pour qui cette sourate est la 54e.
Cette sourate est construite à la manière de certaines homélies tardo-antiques. Elle est « très composite » et comprend visiblement deux ensembles juxtaposés. Elle est un assemblage de textes variés. La conclusion unifie ce texte.

## Interprétations

### Versets 12-15: des peuples détruits
Les versets 12-14 sont des Straflegenden, selon le terme d’Horovitz, des « légendes de punition ». Elles concernent ici huit peuples et forment la plus longue série du Coran. Deux remarques préalables est qu’il n’est pas fait mention du peuple d’Abraham et qu’elle mêle des personnages bibliques et des peuples arabes.
Parmi ces derniers se trouvent les ashab al-rass, mentionnés une autre fois dans le Coran mais qu’il est impossible d’identifier. Une des hypothèses pour creuser cette identité serait une erreur de lecture du rasm. L’original serait ashab Idris et donc une évocation d’Esdras. Une seconde serait qu’il s’agit du peuple des arsae, habitant au nord de Yanbu’.
Bell identifie les ashab al-Ayka aux Madianites. Wetzstein identifie ce terme à un port nabatéen de la Mer Rouge appelée en grec Leukè Komè (Village Blanc). Cette ancienne hypothèse a été récemment réactualisée par Puin qui déplace néanmoins Leukè Komè au port d’al-Hawra, au Nord-Ouest de la péninsule arabique.
Tubba a été identifié par les exégètes musulmans comme un nom propre d’un roi himyarite d’Arabie du Sud. Jeffery confirme le lien de ce titre avec Himyar. En 2005, Puin propose d’y voir une erreur de lecture du rasm et d’identifier, à travers ce nom, le port de Yanbu. L’hypothèse de Kropp est pourtant la plus convaincante. Pour l’auteur, tubba serait un adjectif signifiant « suivant son exemple ». Ainsi seraient désignés les peuples « de leur genre ».
Le verset 14b place ces peuples dans un contexte eschatologique, précisant que la menace s’est réalisée contre eux.

Texte de la sourate (Coran datant de 1874)
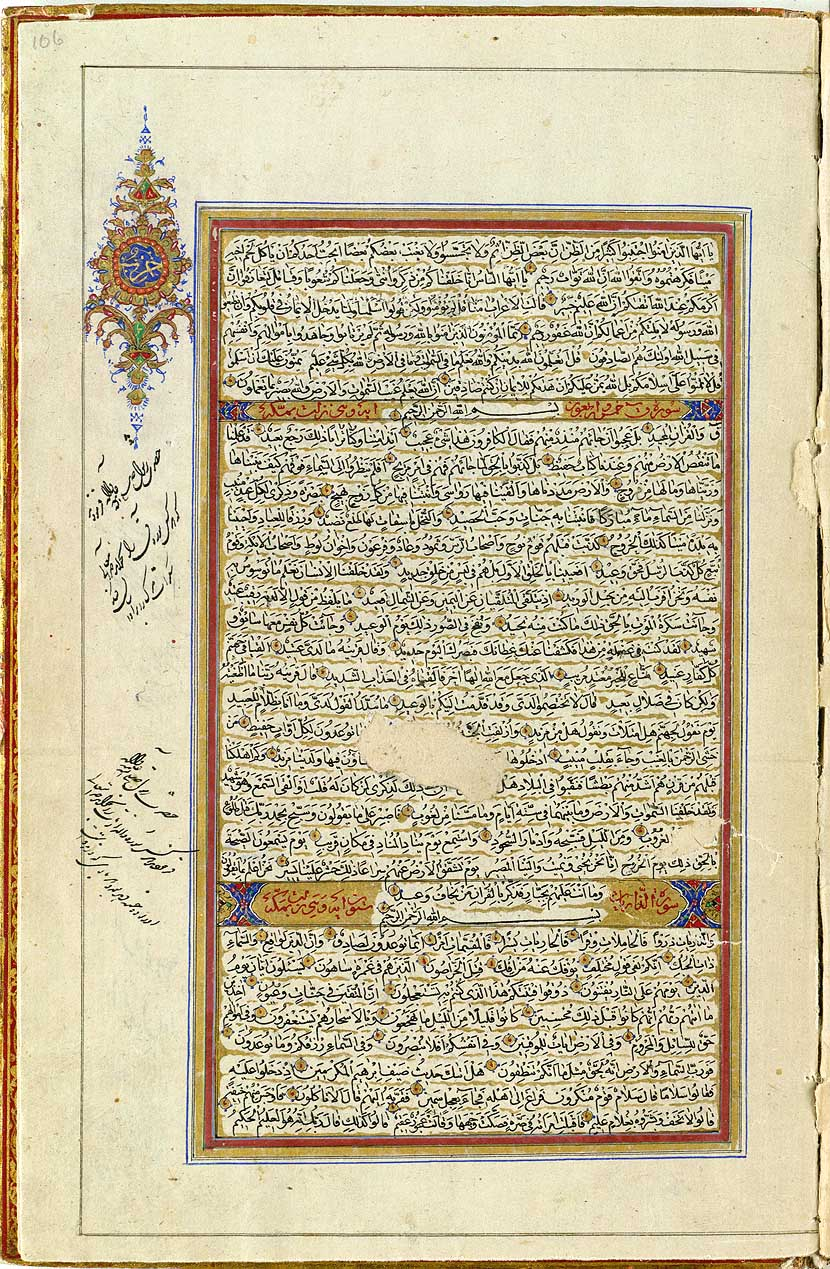